# 5127 Bruhns
Az 5127 Bruhns (ideiglenes jelöléssel 1989 CO3) a Naprendszer kisbolygóövében található aszteroida. Eric Walter Elst fedezte fel 1989. február 4-én.